# ژلزنه
ژلزنه (به لاتین: Železné) یک منطقهٔ مسکونی در جمهوری چک است که در شهرستان برنو-ونکوو واقع شده‌است. ژلزنه ۲٫۳۵ کیلومتر مربع مساحت و ۴۰۸ نفر جمعیت دارد و ۳۲۰ متر بالاتر از سطح دریا واقع شده‌است.